# Torre dei Visconti
La Torre dei Visconti è una torre di Pisa, situata tra via delle Belle Torri e piazza Cairoli.

## Storia e descrizione
I Visconti ebbero un notevole peso nelle vicende politiche della Pisa medievale, almeno fino a quando il famoso Arcivescovo Ruggieri tramò per disfarsene nel XIII secolo.
L'edificio risale al XII secolo e in seguito all'accorpamento di più edifici venne inglobato in un palazzo. Nonostante questo la sua struttura è ancora ben distinguibile per la mancanza di intonaco sulle pareti esterne.
Un grande arco al pian terreno (oggi tamponato) è composto da grossi conci squadrati, che compongono anche la muratura fino al secondo piano, dove si aprivano due monofore affiancate. Più in alto il muro presenta meno cura ed è in parte realizzato con le pietre, in parte con materiale laterizio misto.